# Mithraeum de Saalburg
Le mithraeum de Saalburg est un mithraeum reconstitué dans le fort romain de Saalburg à Bad Homburg vor der Höhe dans le land de Hesse en Allemagne.
Cette reconstruction, dans les années 1900, s'est faite par rapport à une mauvaise interprétation de ruines d'un temple en dehors de l'enceinte du fort romain.

## Historique
De nombreux mithrae se trouvaient dans les forts romains qui faisaient partie des limes de Germanie établis à la frontière nord de l'Empire romain.
Le Mithraeum de Saalburg, reconstruit, est aujourd'hui ouvert au public et sert de musée consacré au culte de Mithra et à sa place dans l'histoire religieuse et culturelle romaine. Les visiteurs peuvent explorer la nef centrale, l'abside et l'antichambre du temple, qui sont décorées de peintures murales (comme la tauroctonie) et de sculptures représentant des scènes de la mythologie mithraïque.

## Galerie

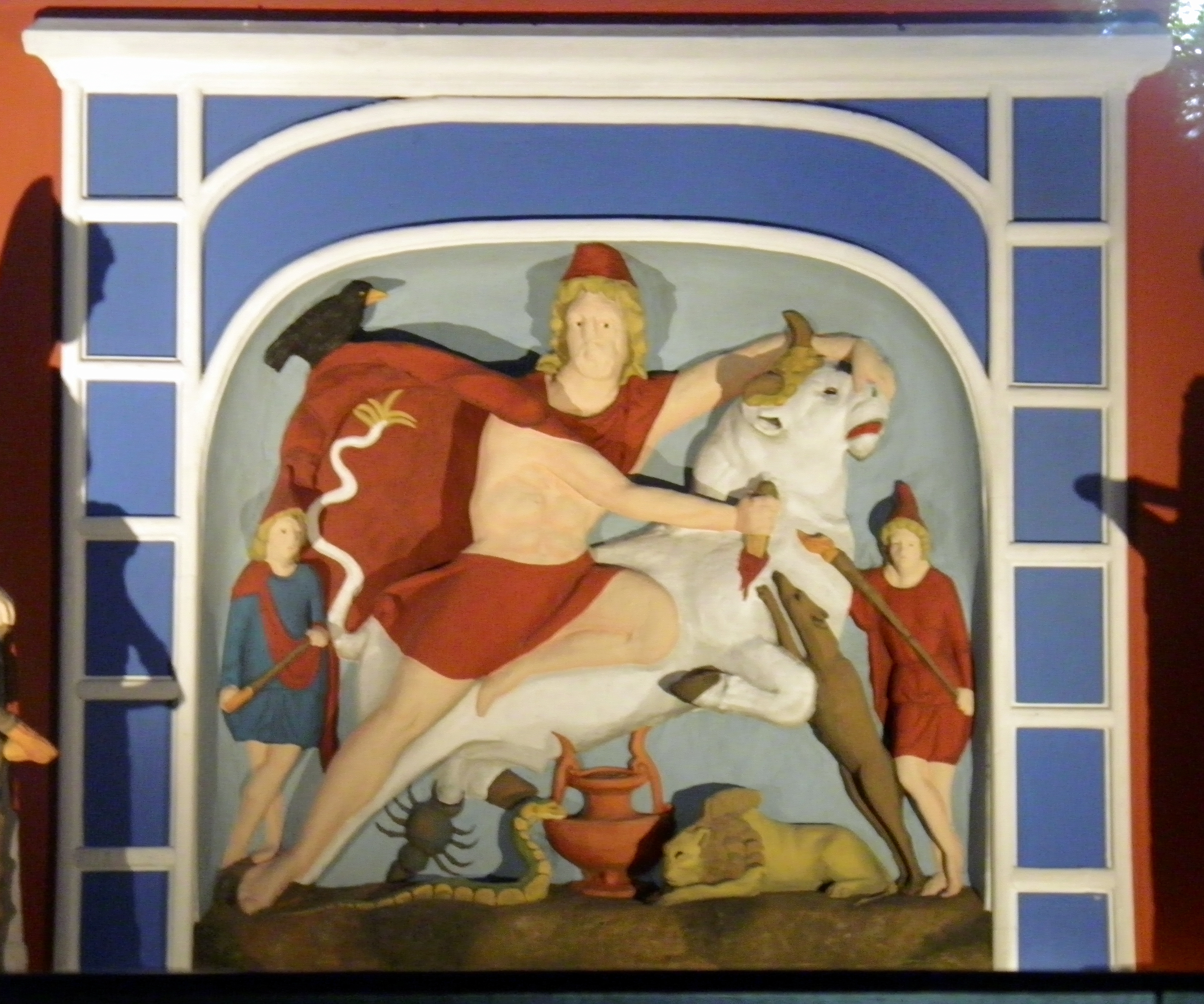
Bas-relief peint représentant la tauroctonie.
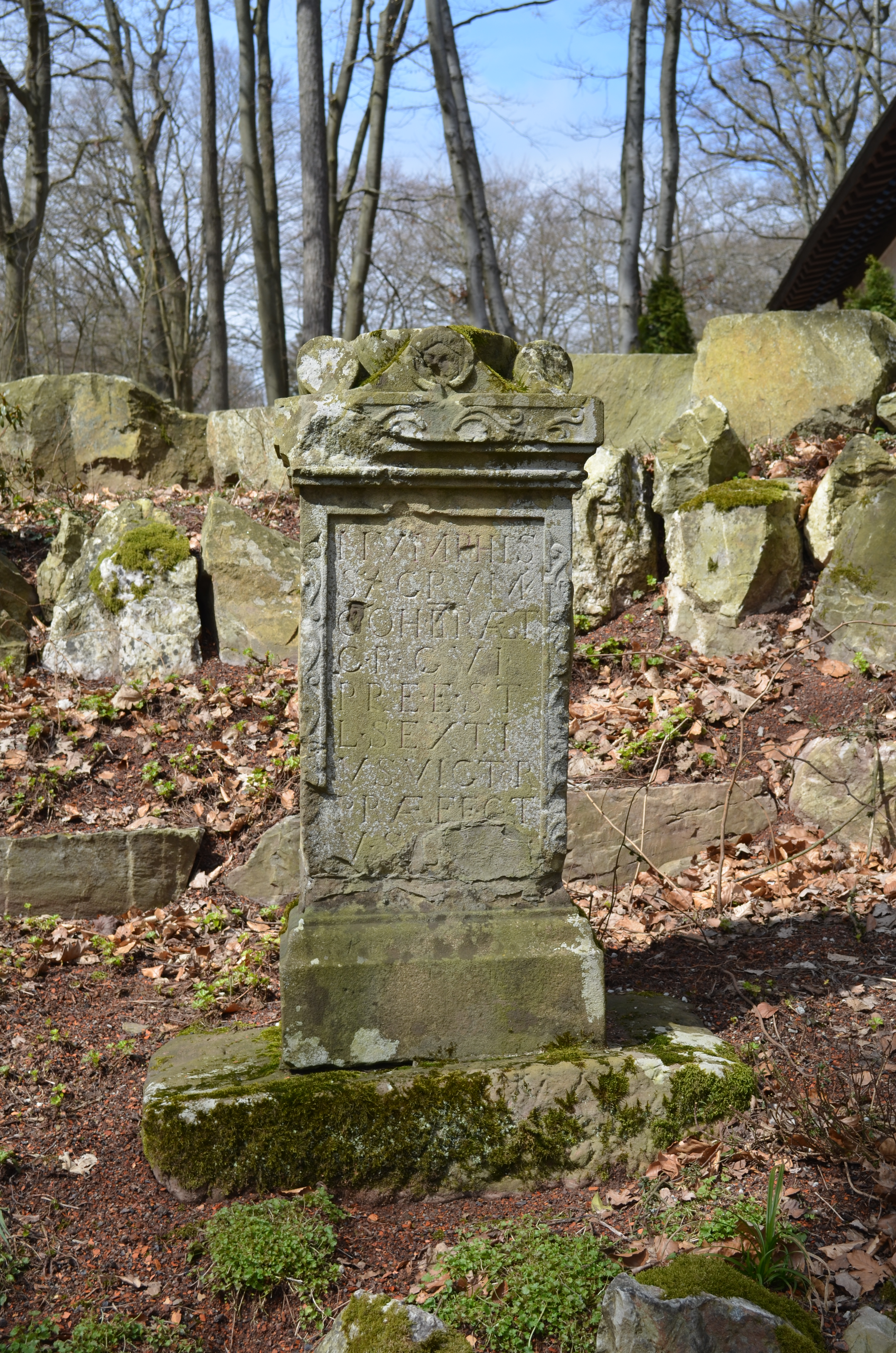
Stèle devant le mithraeum.